# Ардезио
Ардѐзио (на италиански: Ardesio; на ломбардски: Ardès, Ардез) е малкло градче и община в Северна Италия, провинция Бергамо, регион Ломбардия. Разположено е на 608 m надморска височина. Населението на общината е 3482 души (към 2017 г.).